# Vladimir Nikolaevič Toporov
Vladimir Nikolaevič Toporov (in russo Владимир Николаевич Топоров?; Mosca, 5 luglio 1928 – Mosca, 5 dicembre 2005) è stato uno storico della letteratura, filologo e critico letterario russo.

## Biografia
Fu autore di oltre 1500 pubblicazioni, le più importanti delle quali sono state Achmatova e Dante (1972), Verso la ricostruzione del rito indoeuropeo (1982), Enea uomo del destino (1993), Mito, rito, simbolo e immagine (1995), Santità e santi nella cultura spirituale russa (1998), e Testo pietroburghese di letteratura russa (2003).
Tradusse in russo il Dhammapada e curò la realizzazione di un vocabolario in cinque volumi dell'antico prussiano.
In patria ha ricevuto importanti riconoscimenti: il premio nazionale dell'Unione Sovietica nel 1990 (che però rifiutò in segno di protesta per la politica repressiva attuata dal governo sovietico in Lituania), il premio Solženicyn nel 1998 e il premio Andrej Belyj nel 2004.